# 피 공포증

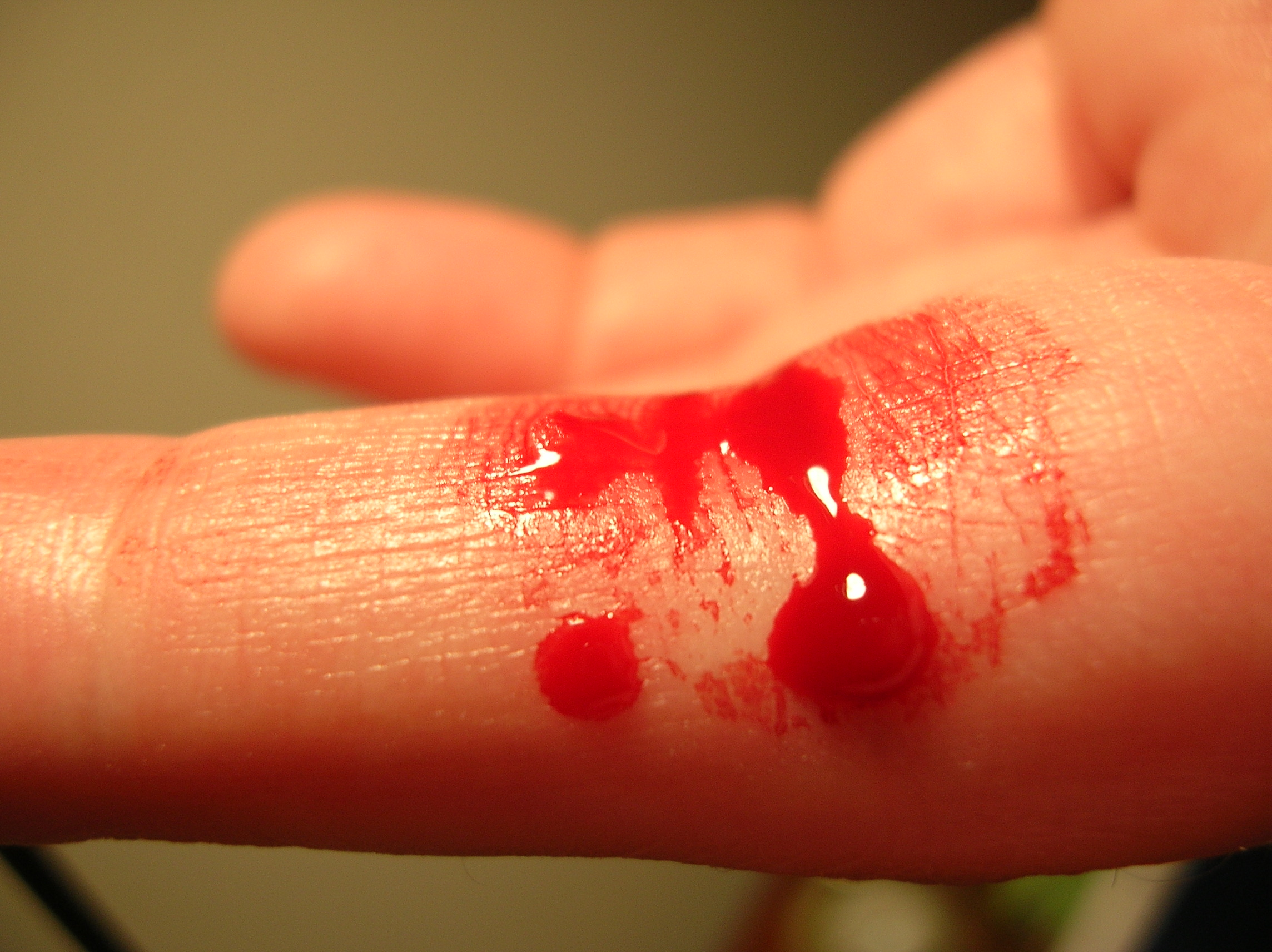

혈액공포증(血液恐怖症, blood phobia 또는 미국 영어: hemophobia, 영국 영어: haemophobia, 그리스어 αἷμα - haima, "피" and φόβος - phobos, "공포")은 혈액에의 극단적이고 비이성적인 공포이다. 이 공포가 심한 경우는 다른 대부분의 두려움에 드문 물리적 반응, 특히 혈관미주신경성실신의 원인이 될 수 있다. 비슷한 반응은 선단공포증 및 손상공포증에서도 발생할 수 있다. 이러한 이유로, 이러한 공포증은 DSM-IV에 의해 "혈손병공포증"으로 분류된다.

## 같이 보기
- 공포증 목록